# Tomáš Zmeškal
Tomáš Zmeškal (* 1966 Praha) je český spisovatel konžsko-českého původu.

## Biografie
Vystudoval anglický jazyk a literaturu na King’s College, University of London. Působil jako odborný asistent na Univerzitě Karlově, dále jako lektor, překladatel a tlumočník. Pracuje jako středoškolský učitel anglické literatury. Je členem PEN klubu. Žije v Praze.
Ačkoliv dříve publikoval povídky, upozornil na sebe především románovou prvotinou Milostný dopis klínovým písmem, popisující z postmoderně roztříštěné perspektivy poválečné půlstoletí v Československu.
Autorovy knihy byly doposud přeloženy do polštiny, nizozemštiny a maďarštiny.

## Ocenění
- Milostný dopis klínovým písmem (2009) – nominace na Magnesii Literu za prózu & Cena Josefa Škvoreckého[3][5]
- Životopis černobílého jehněte (2010) – nominace na Cenu Josefa Škvoreckého
- Milostný dopis klínovým písmem (2011) – Cena Evropské unie za literaturu[3][5]

## Dílo
- Milostný dopis klínovým písmem, Torst 2008, Praha, ISBN 978-80-7215-349-7
- Životopis černobílého jehněte, Torst 2009, ISBN 978-80-7215-372-5
- Sokrates na rovníku, Mishkezy 2013, ISBN 978-80-87886-00-7